# Mesamia pagana
Mesamia pagana är en insektsart som beskrevs av Van Duzee 1925. Mesamia pagana ingår i släktet Mesamia och familjen dvärgstritar. Inga underarter finns listade i Catalogue of Life.